# Приборное оборудование

Приборная доска командира вертолёта Ми-8

Под приборным оборудованием летательного аппарата понимается следующее авиационное оборудование:
Аэрометрические приборы и системы:
- барометрические высотомеры
- индикаторы воздушной скорости и числа Маха
- вариометры
- приёмники воздушного давления
- централизованные системы воздушных сигналов

Приборы и системы контроля силовых установок:
- манометры
- тахометры
- термометры
- системы управления ГТД

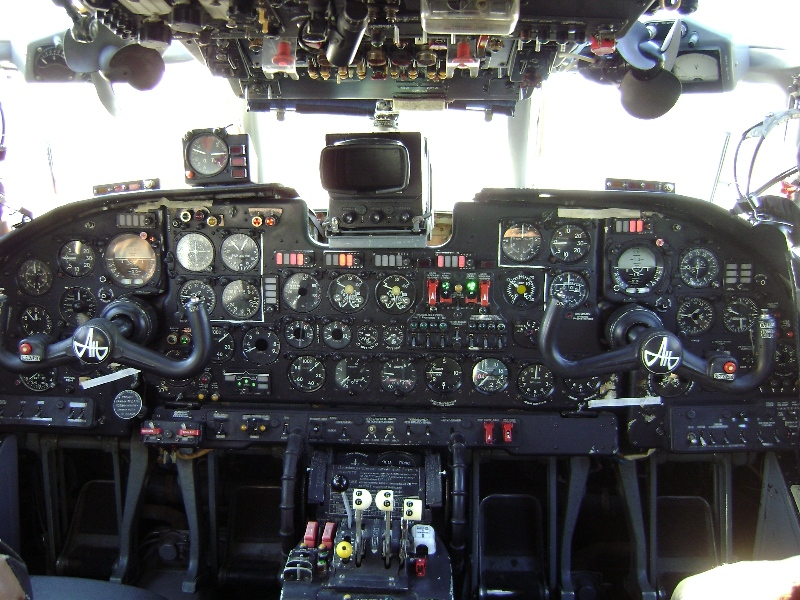
Кабина Ан-26, рабочие места лётчиков

Автономные пилотажно-навигационные приборы:
- авиагоризонты
- курсовые приборы
- Автомат углов атаки и сигнализации перегрузок (АУАСП)

На многие аэрометрические (а также и другие, при необходимости) приборы составляются тарировочные графики или таблицы, в которых указывается погрешность показаний прибора против фактических величин. Тарировочные графики устанавливаются в кабине летательного аппарата и периодически обновляются.  
В состав приборного оборудования не входят: 
пилотажные и навигационные комплексные системы, 
навигационно-прицельные комплексы, 
системы автоматического управления и их приборы, 
авиационные индикаторы; 
топливная аппаратура, 
радиовысотомеры, радиодальномеры и другие радиотехнические системы, 
а также приборы контроля бортового электрооборудования.
Примечание: состав приборного оборудования зависит от типа летательного аппарата, конкретно указан в руководящей документации и может несколько различаться на разных типах летатательных аппаратов.

## Аэрометрические приборы и системы

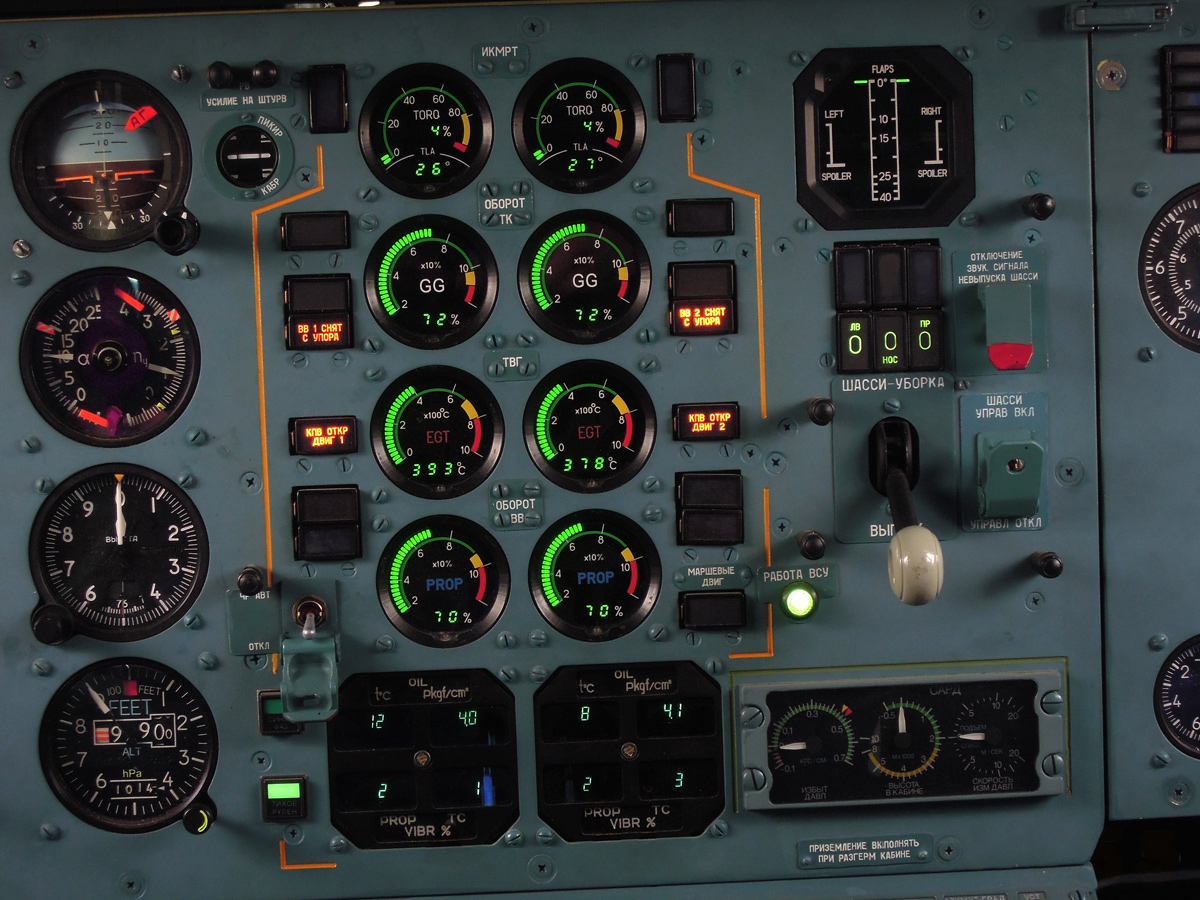
Средняя приборная доска Ан-140, слева — пилотажные приборы (авиагоризонт резервный, УАП и два высотомера), в центре (в жёлтой рамке) — приборы контроля двигателей, справа вверху — индикатор положения механизации

Барометрический высотомер измеряет и индицирует летчику барометрическую высоту полёта. Принцип его работы основан на измерении зависимости между забортным статическим давлением воздуха и давлением воздуха на уровне поверхности Земли (стандартной атмосфере СА-81 ГОСТ 4401-81), Измерение выполняется анероидной коробкой, подключенной к статической линии давления. Наиболее широко применяются механические высотомеры типа ВД и электромеханические типа УВИ.
Индикаторы воздушной скорости индицируют экипажу воздушную и приборную скорость, измерители числа Маха — отношение воздушной скорости к скорости звука. Принцип действия индикатора скорости основан на зависимости между скоростью, статическим и динамическим давлением и температурой воздушного потока. Прибор, измеряющий динамическое давление и скоростной напор, является индикатором так называемой приборной скорости. Индикатор числа М — это тот же измеритель скорости, но при М более 1 вычисляется более сложная зависимость. Чувствительными элементами приборов обычно являются анероидная и мембранная коробки, подключенные к статической и динамической линиям. Применяются индикаторы скорости типа КУС, комбинированные типа УСИМ.
Вариометр — прибор для индикации вертикальной скорости летательного аппарата. Мембранная коробка прибора подключается к статической линии давления и измеряет разность давлений в линии статики и в полости коробки, соединённых капилляром.
Приёмник воздушного давления (ПВД) — датчик воздушных сигналов атмосферного давления, для последующей подачи их на входы анероидно-мембранных приборов и барометрических систем. Различают приёмники статического, динамического и полного давлений, а также датчики (приёмники) заторможенного воздушного потока. На самолёте монтируется несколько разобщённых линий (трубопроводов) давления, с целью максимального повышения надёжности всей системы.
Система воздушных сигналов (СВС) — централизованное устройство для вычисления основных аэрометрических параметров полёта и выдачи сигналов о них потребителям. Барометрические данные в вычислитель СВС поступают от приёмников воздушного давления, выходные сигналы в виде пропорциональных электрических сигналов выдаются на  электрические индикаторы скорости, высоты, числа М идругие приборы в кабине экипажа, а также в различные самолётные системы, использующие аэродинамические данные полёта (САУ, ПрНК, СУО и тд.). Широко применяются как электромеханические, так и цифровые вычислители СВС.
Линии статического, динамического и полного давлений предназначены для передачи информации в приборы в виде забортного давления воздуха в заданной точке измерения. Состоят из трубопроводов, подключенных непосредственно к приёмникам давлений, а также отстойников-влагопоглотителей, арматуры и элементов крепления. Как правило, дублируются и резервируются. Являются наиболее уязвимым элементом приборного оснащения летательных аппаратов, требуют контроля на целостность и герметичность. Также требуют постоянного контроля на предмет закупорки посторонними частицами (грязь, мусор, лёд, насекомые). Для предотвращения закупорки приёмников давлений и линий сразу после полёта в обязательном порядке одеваются заглушки.

## Приборы и системы контроля силовых установок и систем

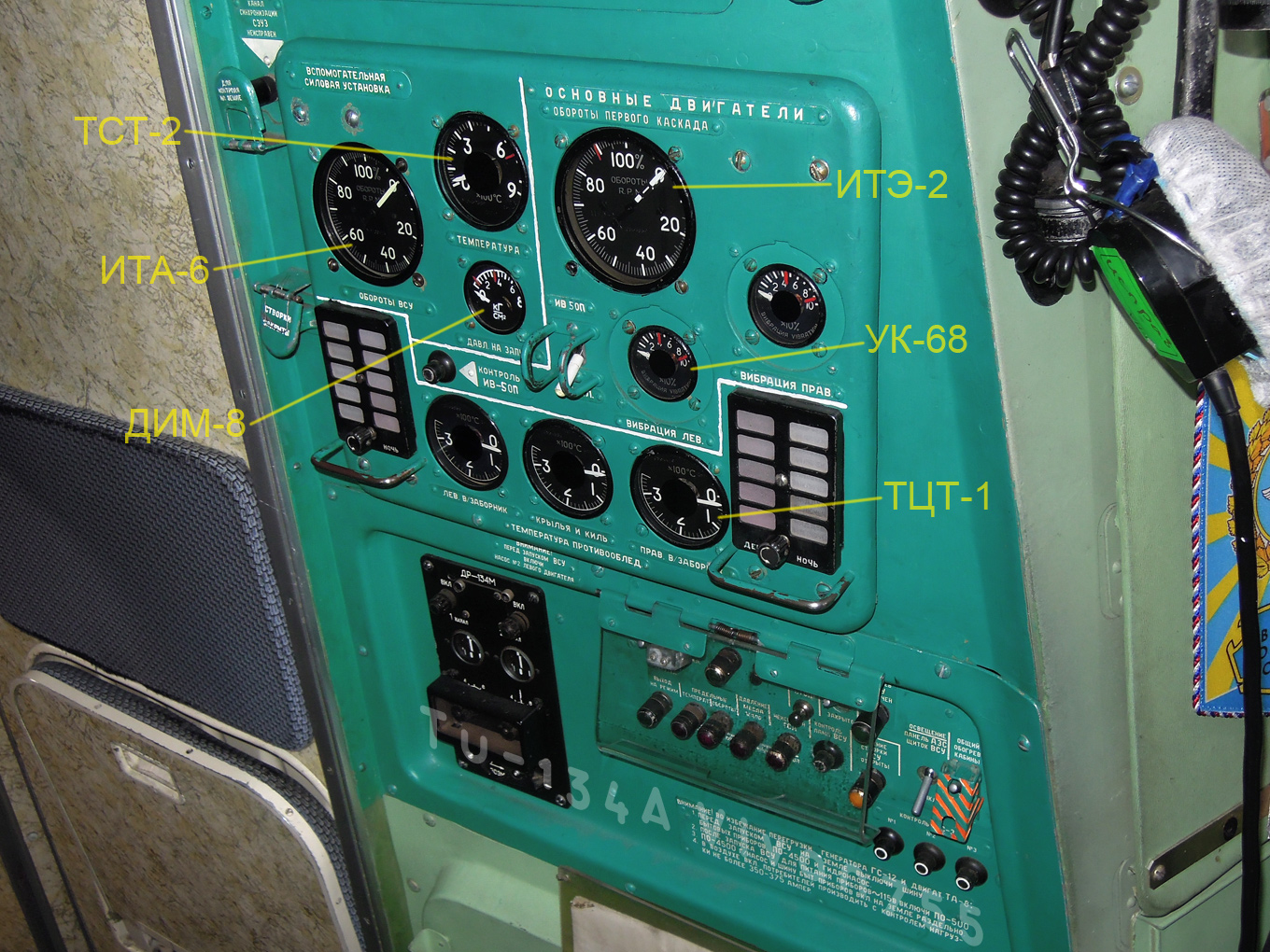
Щиток мотоприборов и ВСУ Ту-134: ИТА-6 и ИТЭ-2 — тахометры, ТСТ-2 и ТЦТ-1 — термометры, работающие с термопарами, ДИМ-8 — индукционный манометр, УК-68 — микроамперметры, используемые как индикаторы виброаппаратуры

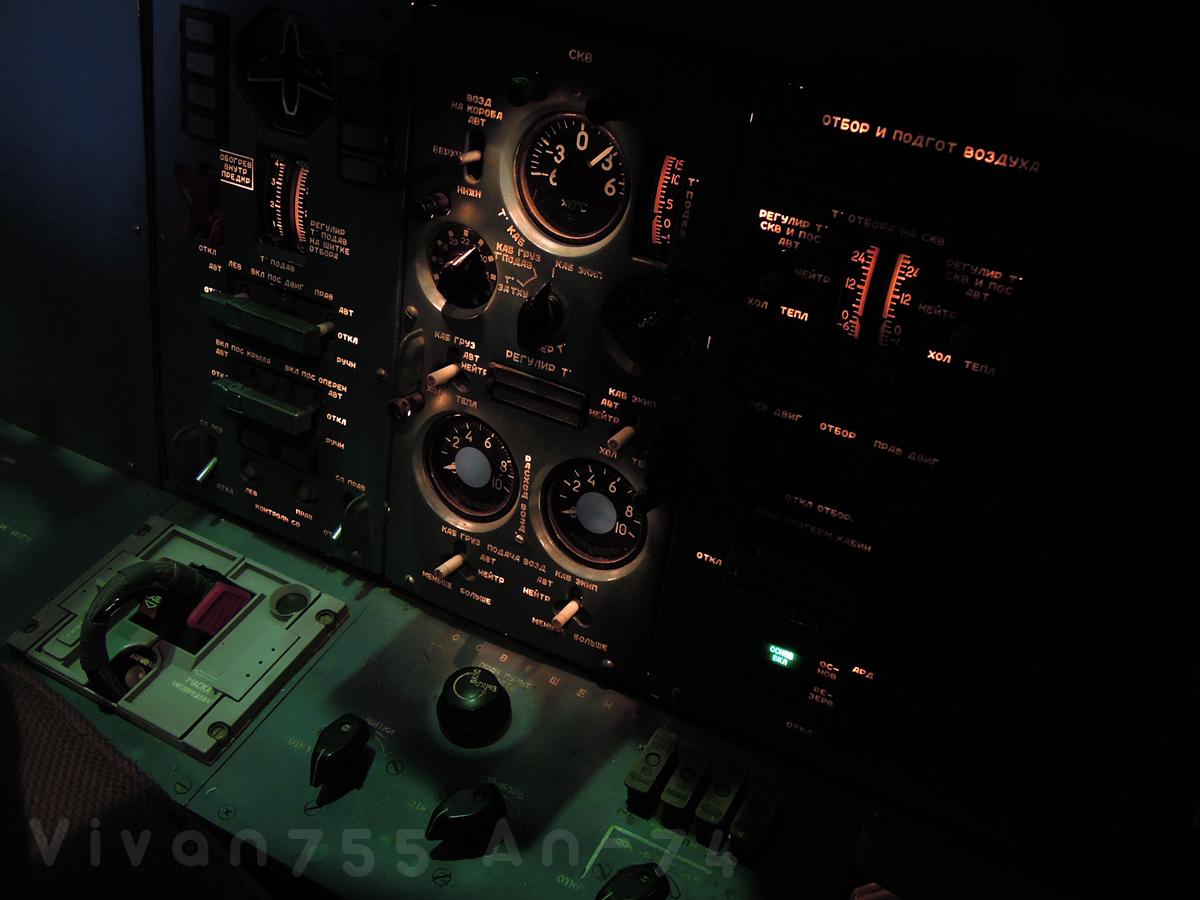
Панель кондиционирования воздуха Ан-74, вверху — термометр ТВ-1

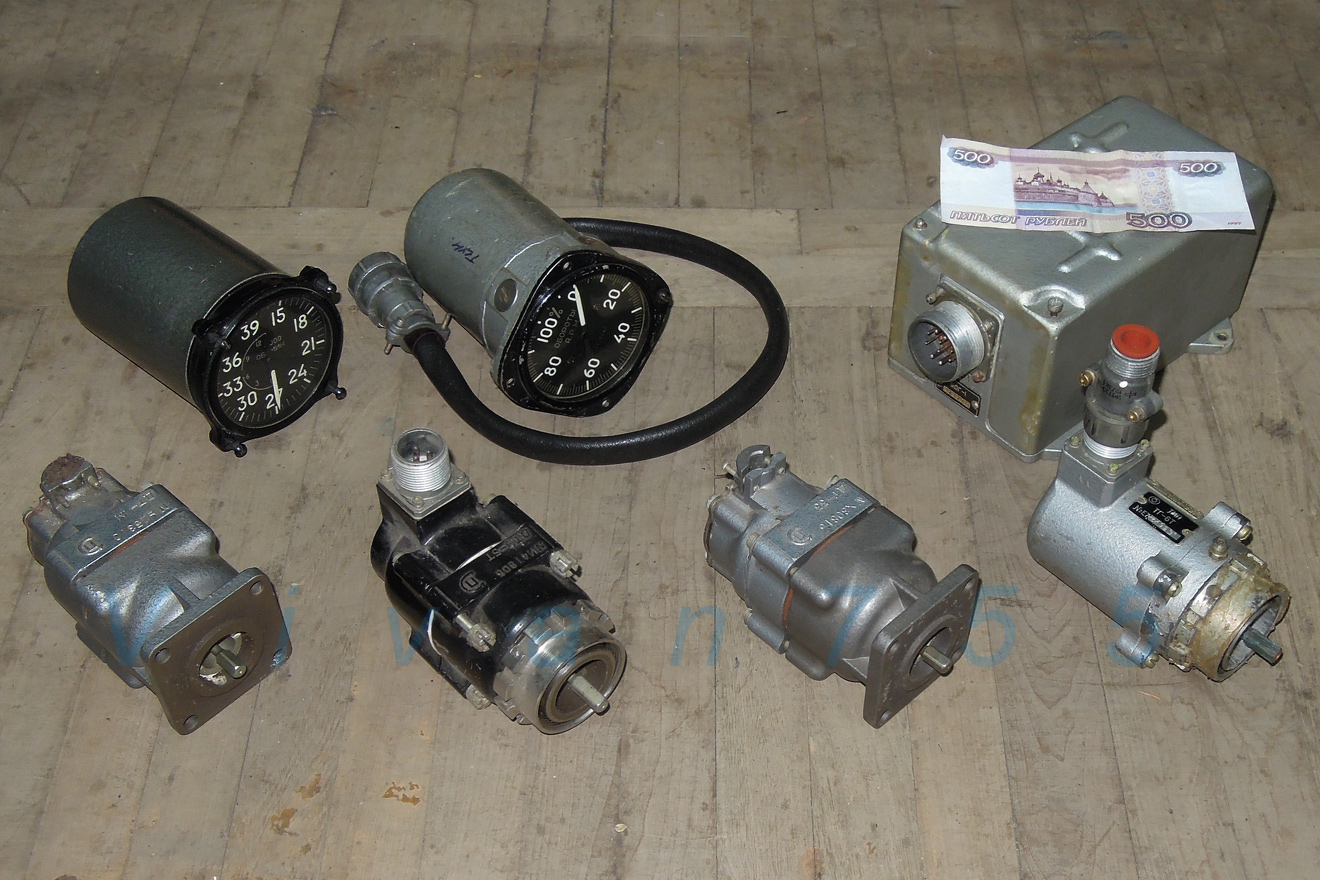
Тахометр ТЭ-40М и его датчик ДТ-1М; индикатор ИТА-6М и его датчик ДТЭ-5Т; датчик ДТ-33; блок отключения генератора БОГ-1 и его тахогенератор ТГ-6Т

Авиационные манометры предназначаются для измерения давления жидкостей и газов в системах авиационных двигателей, в бортовой гидросистеме, воздушной системе ЛА, системе кондиционирования воздуха (СКВ) и др. Принцип действия основан на сравнении силы давления с силой упругости чувствительного элемента. Большое распространение в авиации получили дистанционные манометры с потенциометрическими или индуктивными датчиками давления. Первый тип (например, серии ЭДМУ), питающийся постоянным током 27 вольт, в настоящий момент остался только на старых типах ЛА, так как имеет скользящий контакт в датчике. В индикаторной головке манометра ЭДМУ установлены две рамки (прибор представляет собой логометр) — одна питается напрямую от источника питания, другая — через датчик, что делает показания независимыми от колебаний напряжения питания.
Индукционные манометры (например, серии ДИМ), распространённые в настоящее время, устроены похожим образом, но питаются переменным током 36 В, 400 Гц и вместо активного сопротивления датчика изменяется индуктивное — мембрана, связанная с сердечником, при прогибе изменяет воздушный зазор, тем самым изменяя реактивное сопротивление датчика и ток в одной из обмоток логометра. Такой прибор не имеет скользящих электроконтактов и потому более надёжен. Механические манометры (включенные непосредственно в контролируемую цепь), как правило, устанавливаются лишь на бортовых панелях наземного обслуживания.
Тахометр — прибор для измерения частоты вращения. В авиации применяются дистанционные тахометры с магнитоиндукционными, частотно-импульсными и центробежными датчиками. Шкала индикатора в ряде случаев градуируется в процентах, а не в об/мин — для удобства считывания информации, градуировка в об/мин осталась на некоторых старых типах ЛА (Ту-95, Ту-104 и др.) и встречается на машинах с поршневыми двигателями. В комплект магнитоиндукционного тахометра входят датчик, приводимый от вала двигателя (как правило, небольшой синхронный генератор с возбуждением от постоянного магнита) и индикатор, в котором установлены синхронный двигатель (также с возбуждением от постоянного магнита) и индукционный элемент — магнит, вращающийся на валу двигателя, и алюминиевый диск, связанный с пружиной и стрелкой. Так, с двигателем НК-8 или Д-30КУ работают два датчика ДТЭ-5Т, установленные на двигателе, и стоящий в кабине двухстрелочный индикатор ИТЭ-2Т, проградуированный в процентах; на двигателе НК-12 самолёта Ту-95 установлены два датчика Д-6, а на приборной доске бортинженера — двухстрелочный индикатор 2ТЭ9-1, проградуированный в об/мин и показывающий обороты двигателя и заднего винта, причём прибор показывает не истинные, а эквивалентные обороты винта, так как последний приводится через редуктор.
Авиационные термометры предназначены для измерения температуры тел, жидкостей или газов. Биметаллические механические термометры служат для измерения температуры воздуха в гермокабинах, отсеках и за бортом (на вертолётах). Гораздо чаще применяются дистанционные электрические термометры и термоэлектрические датчики в системах контроля температуры газов авиадвигателей, температуры отбираемого воздуха от компрессоров двигателей, температуры топлива и масла, забортной температуры и т. д. В качестве датчика температуры выходящих газов (ТВГ) обычно используются термопары, а прибор может быть как простым милливольтметром (например, ТСТ-2, применяемый для индикации ТВГ основных двигателей АИ-25 на Як-40 или ТВГ вспомогательной силовой установки на Ту-154), работающим без внешнего электропитания, так и компенсационным потенциометром, требующим питания усилителя и двигателя. Для аварийного (при отказе основных источников переменного тока) питания указателей термометров выходящих газов УТ-7А на Ту-154 даже установлен специальный преобразователь ПОС-125, преобразующий постоянное напряжение аккумуляторов 27 В в переменное 115 В частотой 400 Гц. Впоследствии ПОС-125 заменялись на более мощные ПО-750 и ПОС-1000, чтобы обеспечивать аварийным питанием также одну из радиостанций.
Сравнительно низкие температуры замеряются датчиками сопротивления — проволочными или полупроводниковыми резисторами, для индикации обычно используются логометры, схожие по конструкции с индикаторами электроманометров постоянного тока. Так, термометр воздуха ТВ-19, работающий в системе кондиционирования некоторых отечественных ЛА, состоит из датчика П-9 и индикатора ТВ-1; питается постоянным напряжением 27 В. Трёхстрелочный электрический моторный индикатор ЭМИ-3, показывающий давление топлива на форсунках, давление и температуру масла двигателя, состоит из двух индукционных манометров и термометра постоянного тока; на двигателе устанавливаются соответствующие датчики. Так, на двигателях НК-8 и НК-12 стоят датчики ИДТ-100 (давление на форсунках, предел измерения 100 кг/см2), ИДТ-8 (давление масла, предел измерения 8 кг/см2) и датчик температуры П-63.
Системы управления ГТД. Газотурбинные авиадвигатели имеют автоматические системы запуска и розжига, изменения и поддержания тяги двигателя, ограничения предельных режимов, противопомпажную автоматику и т. д. Приборы контроля двигателей в ряде случаев могут быть завязаны на блоки автоматического управления ГТД и входить в их комплект (см. Электронно-цифровая система управления двигателем). Например, измеритель тахометрической аппаратуры ИТА-6М, работающий с ВСУ ТА-6, не только показывает обороты, но и выдаёт в систему запуска сигналы отключения стартёра (при оборотах выше 45 %), выхода на режим (при оборотах > 90 %) и отключения по предельным оборотам (> 105 %).
Указатели положения элементов самолёта используются для индикации в кабине положения рычагов управления двигателями (для точной установки тяги, элементов воздухозаборников (на сверхзвуковых самолётах, створок маслорадиаторов двигателей, положения элементов управления самолётом (закрылков, рулей, стабилизатора и др.) и других величин. В качестве датчика используются потенциометры или сельсины, индикаторов — самые различные устройства. Так, в качестве указателя положения рычагов топлива (УПРТ) на Ан-22, Ан-24, Ту-95 и других самолётах используется УПРТ-2, комплект которого состоит из двух кольцевых потенциометров с пятью выводами, стоящих на двигателях, и двухстрелочного индикатора, в котором установлены две трёхфазных синхронных машины с возбуждением от постоянных магнитов. На Ту-134 и Ту-154 для индикации угла выпуска закрылков используется индикатор положения ИП-32, получающий сигнал от двух датчиков-сельсинов ДС-10, стоящих на концах трансмиссии закрылков и питающихся напряжением 36 В, 400 Гц. В качестве указателя положения стабилизатора и руля высоты на Ту-154 установлен довольно сложный компенсационный прибор ИП-33, получающий сигналы от стоящих в оперении ДС-10 и состоящий из сельсинов, усилителей и двигателей — поэтому, помимо 36 В, он требует питания 27 В для усилителей.
Приборы с подвижными частями (логометры, потенциометры и пр.) вытесняются электронными приборами как более надёжными и имеющими более стабильные характеристики. Так, на Ан-140 в одном электронном приборе ИКМРТ-140 (индикатор крутящего момента и рычага топлива) объединены индикатор крутящего момента (ИКМ) и УПРТ. На многих современных самолётах (например, Ан-148, A320...) вообще отсутствуют раздельные приборы — информация с датчиков выводится в сводных кадрах на дисплеях, что уменьшает массу приборного оборудования и повышает информативность (параметры, не выходящие за пределы нормы, могут вовсе скрываться, наиболее важные — выделяться цветом или иным методом).

## Автономные пилотажно-навигационные приборы
Авиагоризонт (АГ) — гироскопический прибор для определения и индикации пространственного положения летательного аппарата. Принципиально состоит из гиродатчика (гировертикали) и указателя положения ЛА относительно горизонта. Делятся на автономные (в едином корпусе) и дистанционные (два изделия — гировертикаль и указатель). В настоящее время авиагоризонты больше применяются как резервые и дублирующие приборы. Основными являются комбинированные командные пилотажные (ИКП), навигационно-плановые (ИНП) индикаторы и многофункциональные индикаторы (МФИ), из комплекта навигационно-пилотажных комплексов (НПК). В качестве основных пилотажных приборов авиагоризонты ещё используются на старых типах авиационной техники.

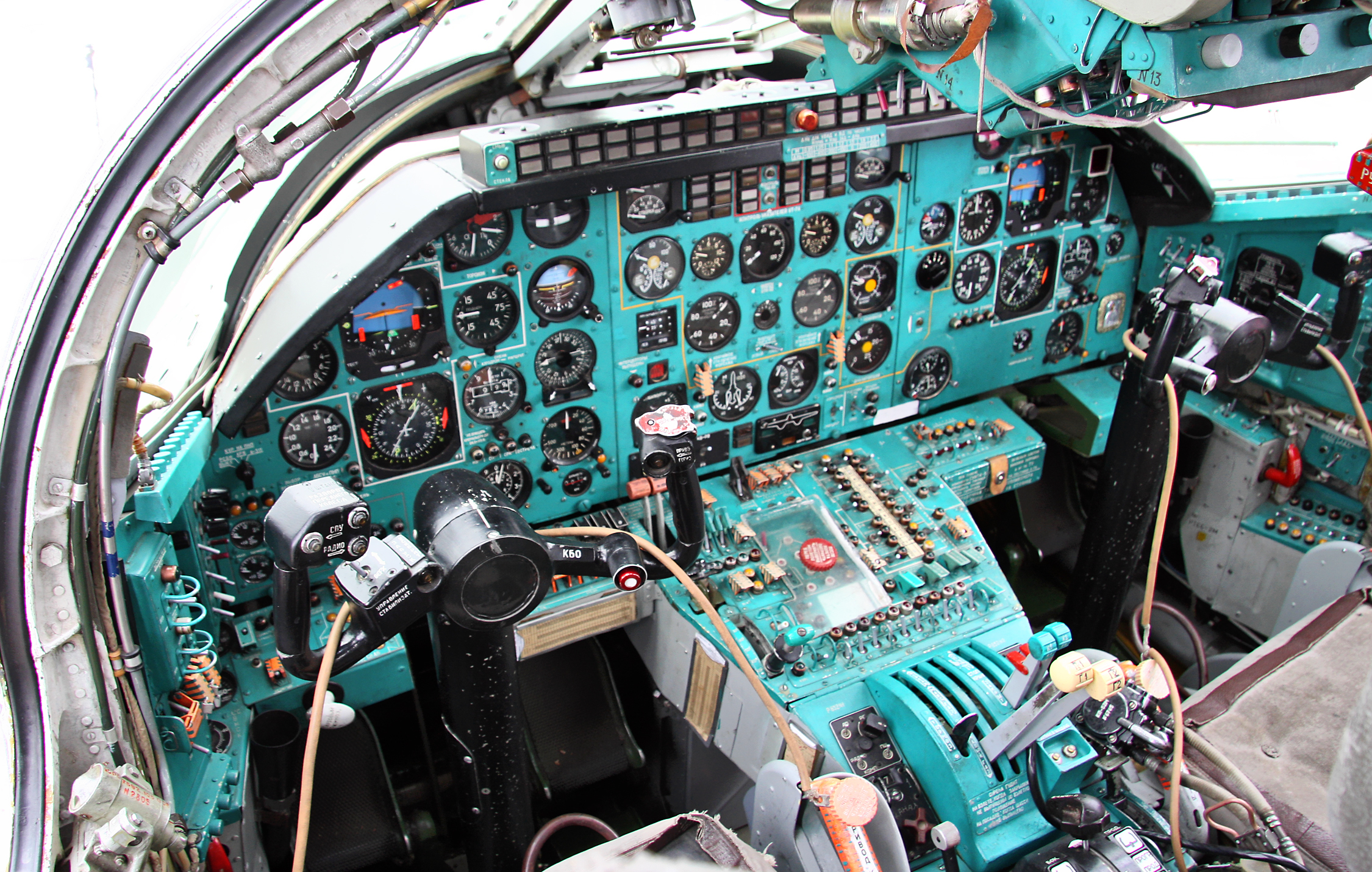
Рабочие места лётчиков Ту-22М. Слева и справа пилотажно-навигационные приборы, в центре (называется - "средняя приборная доска") - приборы контроля двигателей, топливные указатели, индикаторы подвижных частей и шасси.

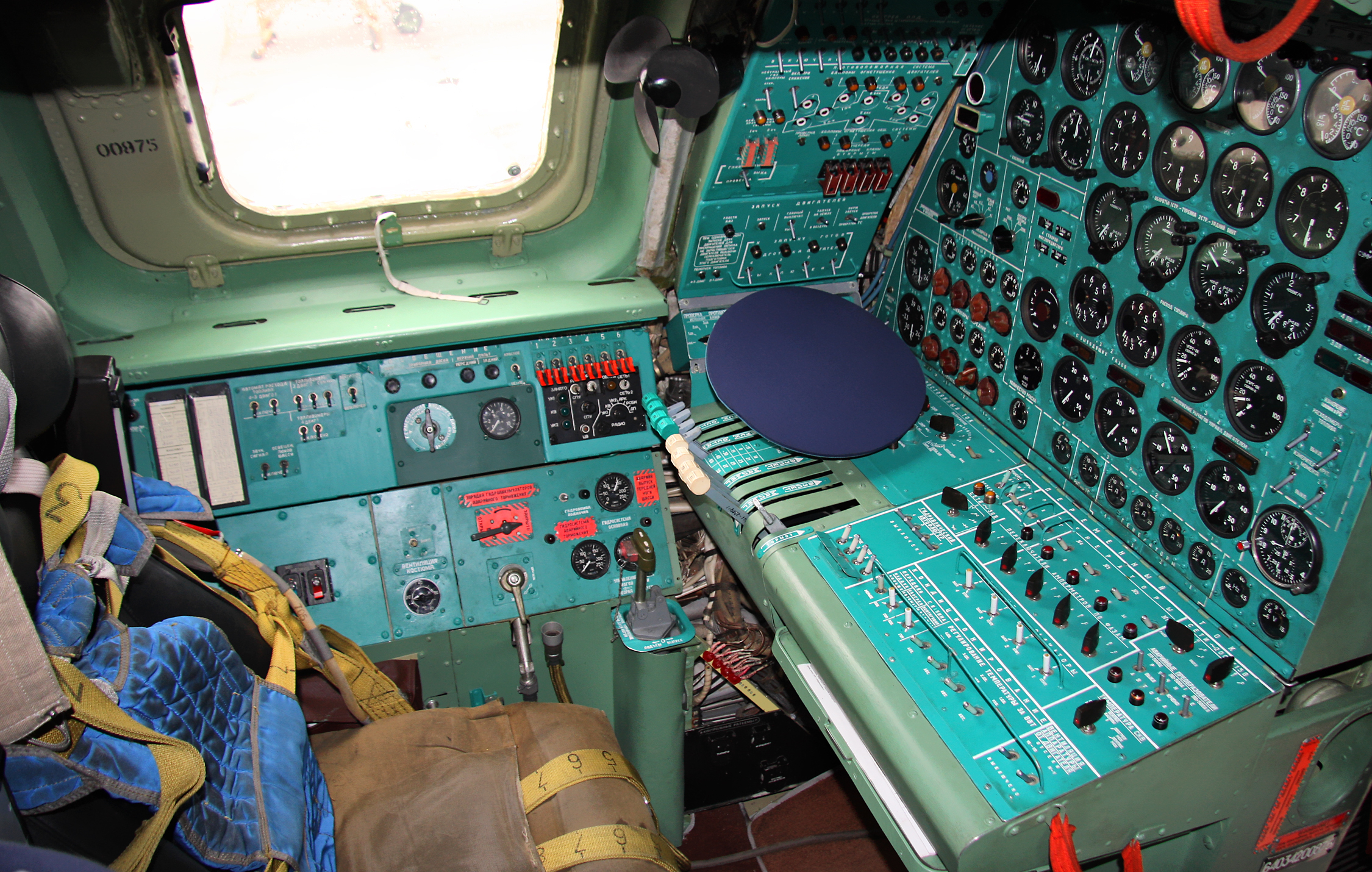
Место бортинженера Ту-95МС. На центральной приборной доске слева направо по вертикали расположены приборы контроля двигателей: 4-3-2-1

Курсовые приборы. Простейшим курсовым прибором является магнитный компас, который на самолёте является самым последним из всех резервных средств навигации. Широко применялся гирополукомпас (ГПК), представляющий собой трёхстепенной гироскоп с вертикальной осью внешней рамки, ось ротора которого удерживается в горизонтальной плоскости системой коррекции. Особенностью прибора является необходимость после его раскрутки начальная выставка по азимуту и существенная погрешность при кренах самолёта. Для устранения погрешностей применяется автоматическая коррекция от гироскопа авиагоризонта (курсовые системы серии КСИ, ТКС и другие). ГПК применяется для измерения ортодромического курса. Более широкое применение на современных ЛА нашли гироскопические системы для измерения пространственного положения по трём осям — курсовертикали (КВ), входящие в комплект навигационно-пилотажного комплекса (НПК).
Автомат углов атаки и сигнализации перегрузок — система, предназначенная для контроля текущего угла атаки и продольной перегрузки и оповещения экипажа в случае выхода на режим, близкий к сваливанию. В простейшем случае состоит из датчика вертикальной перегрузки, датчика угла атаки («флюгера») и прибора-индикатора в кабине, но зачастую на приборе имеется также стрелка или сектор критического угла атаки, получающий сигнал от специального блока. Например, в систему АУАСП-12, стоящую на Ту-95, Ту-154, доработанных Ан-26 и некоторых других самолётах, входят указатель УАП-12, датчик угла атаки ДУА-9Р, блок коммутации БК-2Р и датчик критического угла ДКУ-23Р.
В ДУА и УАП стоят потенциометры, и когда флюгер ДУА поворачивается под действием скоростного напора, мотор в УАП, связанный со стрелкой и потенциометром, отрабатывает, пока потенциометр не займёт то же положение, что и в ДУА. Так на УАП отображается текущий угол атаки. Сектор критического угла управляется ДКУ по сигналам положения закрылков и предкрылков. Датчик аэродинамических углов ДАУ-72, входящий в измерительный комплекс высотно-скоростных параметров (ИКВСП) самолётов Ан-72, Ан-74, Ан-124, Ан-140 и других, бесконтактный — в нём используется сельсин, а положение сектора критического угла на УАП зависит, помимо положения механизации, от наличия сигнала от сигнализатора обледенения.

### Стандарты
ГОСТ 22686-85 Средства отображения информации экипажу самолета и вертолета